# Chileuma serena
Espèce
Chileuma serena est une espèce d'araignées aranéomorphes de la famille des Prodidomidae.

## Distribution
Cette espèce est endémique du Chili. Elle se rencontre dans les régions d'Atacama et de Coquimbo.

## Description
Le mâle holotype mesure 5,61 mm et la femelle paratype 6,20 mm.

## Systématique et taxinomie
Cette espèce a été décrite par Platnick, Shadab et Sorkin en 2005.

## Étymologie
Son nom d'espèce lui a été donné en référence au lieu de sa découverte, La Serena.

## Publication originale
- Platnick, Shadab & Sorkin, 2005 : « On the Chilean spiders of the family Prodidomidae (Araneae, Gnaphosoidea), with a revision of the genus Moreno Mello-Leitão. » American Museum novitates, no 3499, p. 1-31 (texte intégral).